# Spurn (LV 12)
Spurn (LV 12), est un bateau-phare lancé en 1927. Il est maintenant amarré dans la Marina de Hull. Il est inscrit au Registre de la National Historic Fleet.

## Carrière
Le navire a été construit en 1927  au chantier naval de Goole et a servi pendant 48 ans comme aide à la navigation dans les approches de l'estuaire Humber, où il était en poste à 4,5 miles (7,2 km) à l'est de Spurn point. 
Le 15 avril 1959, le bateau-phare a été remorqué dans la rivière Hull à Woodmansey dans le Yorkshire de l'Est. 

## Situation actuelle
Il a été désarmé en 1975 et a acheté puis restauré par le Conseil municipal de Hull en 1983 avant d'être déplacé dans la Hull Marina (en) comme bateau musée à partir de 1987. Il est généralement ouvert entre le début Avril et la fin Septembre.